# NGC 6286
NGC 6286 ist eine Spiralgalaxie vom Hubble-Typ Sb im Sternbild Drache am Nordsternhimmel, die schätzungsweise 254 Mio. Lichtjahre von der Milchstraße entfernt ist. Das Objekt bildet mit NGC 6285 ein wechselwirkendes Paar (Arp 293). Halton Arp gliederte seinen Katalog ungewöhnlicher Galaxien nach rein morphologischen Kriterien in Gruppen. Dieses Galaxienpaar gehört zu der Klasse Galaxien mit Windeffekten.
Das Objekt wurde am 13. August 1885 von dem Astronomen Lewis Swift mit einem 40-cm-Teleskop entdeckt.